# Cellular Physiology and Biochemistry
Cellular Physiology and Biochemistry is een internationaal, aan collegiale toetsing onderworpen wetenschappelijk tijdschrift op het gebied van de celbiologie en de biochemie. De naam wordt in literatuurverwijzingen meestal afgekort tot Cell. Physiol. Biochem. Het wordt uitgegeven door S. Karger AG en verschijnt maandelijks.